# Live at Jittery Joe's
Live at Jittery Joe's és un àlbum en directe publicat el 2001 per Jeff Mangum de Neutral Milk Hotel. El cineasta Lance Bangs el va enregistrar a Athens (Geòrgia), en una cafeteria Jittery Joe's, el 7 de març de 1997, durant una actuació en solitari de Mangum. El disc es va publicar per combatre els alts preus dels bootlegs a eBay.

Jeff no havia preparat una llista de cançons, així que alguns dels temes van ser escollits per l'audiència. Gairebé totes les cançons incloses en aquest àlbum són versions de cançons de Neutral Milk Hotel, tant de cançons ja publicades com de futurs llençaments (per exemple, una versió primerenca i diferent de «Two-Headed Boy, Pt. Two», que apareixeria a In the Aeroplane Over the Sea); però també hi trobem un cover del tema de Phil Spector «I Love How You Love Me». L'actuació també destaca per ser el debut públic de «Oh Comely».

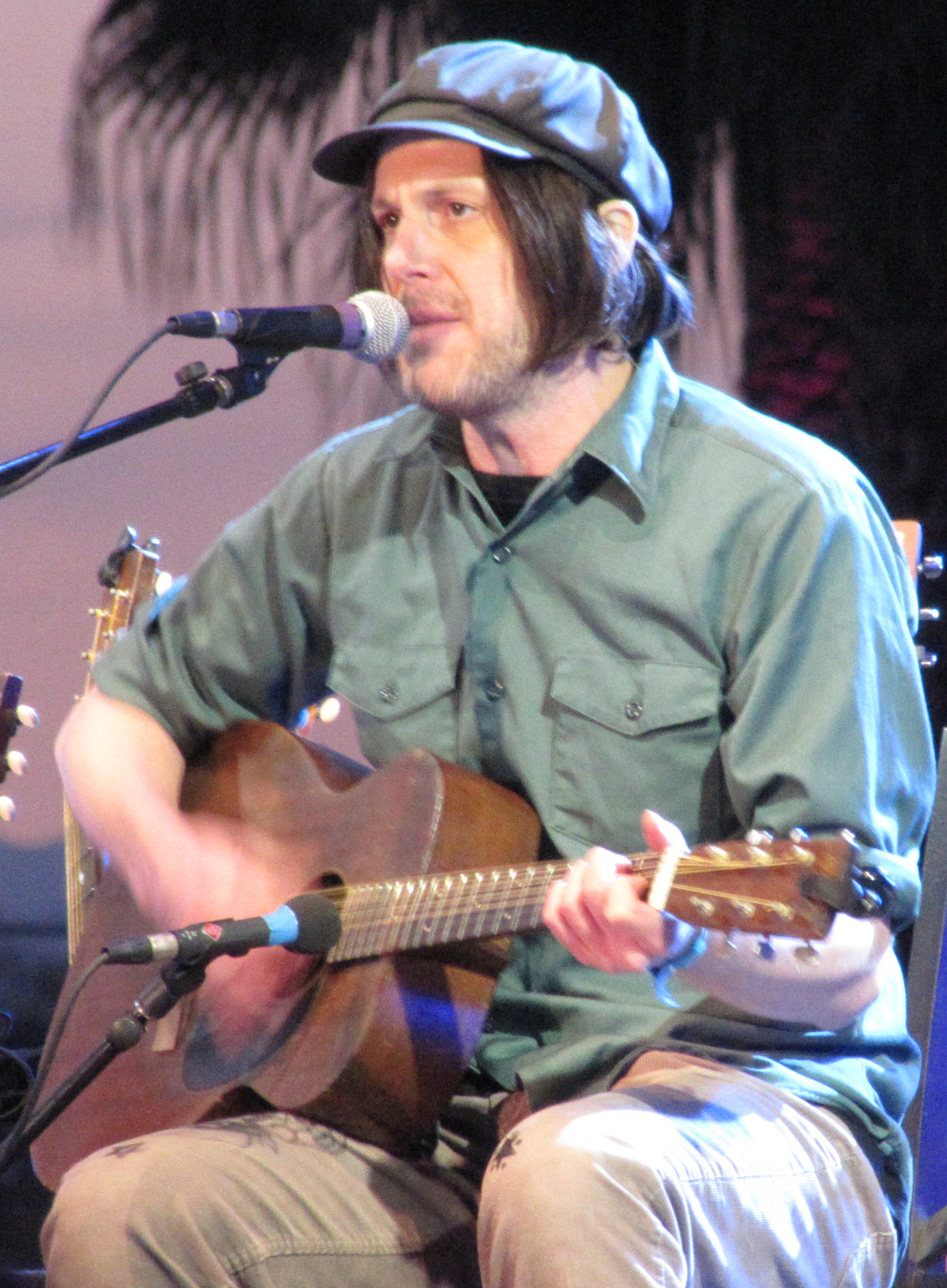
Jeff Mangum en un concert el 2012.

Un nadó plorant pot es pot sentir durant tota l'actuació (més notablement durant «Oh Comely»).

## Llista de cançons
| Núm. | Títol                                               | Durada |
| ---- | --------------------------------------------------- | ------ |
| 1.   | «Intro»                                             | 0:26   |
| 2.   | «A Baby for Pree/Glow into You»                     | 3:50   |
| 3.   | «Two-Headed Boy»                                    | 5:40   |
| 4.   | «I Will Bury You in Time»                           | 2:51   |
| 5.   | «Gardenhead/Leave Me Alone»                         | 3:44   |
| 6.   | «Two-Headed Boy, Pt. 2»                             | 5:37   |
| 7.   | «I Love How You Love Me» (Phil Spector)             | 3:26   |
| 8.   | «Engine»                                            | 5:13   |
| 9.   | «Naomi»                                             | 5:19   |
| 10.  | «Jesus Christ» (King of Carrot Flowers, Pt. 2)      | 1:25   |
| 11.  | «Up and Over We Go» (King of Carrot Flowers, Pt. 3) | 2:52   |
| 12.  | «Oh Comely»                                         | 7:56   |